# Alexander Gray (Dichter)
Alexander Gray CBE, FRSE (* 6. Januar 1882 in Angus, Schottland; † 17. Februar 1968 in Edinburgh) war ein schottischer Beamter des Innenministeriums, Ökonom, Akademiker, Übersetzer und Dichter.

## Leben
Alexander Gray verbrachte seine Kindheit in Dundee und absolvierte seine Ausbildung an der dortigen High School. Später studierte er Mathematik und Wirtschaftswissenschaft an der Edinburgh University. Danach folgten Studienaufenthalte an der Universität Göttingen und an der Sorbonne in Paris. Während des Ersten Weltkriegs arbeitete er für das Innenministerium, indem er seine deutschen Sprachkenntnisse für die Bereitstellung antideutscher Propaganda zur Verfügung stellte.
Von 1921 an war er ordentlicher Professor für Politische Ökonomie an der University of Aberdeen. In dieser Zeit veröffentlichte er eine seiner wichtigsten ökonomischen Arbeiten, The Development of Economic Doctrine (1931). 1934 übernahm er eine adäquate Professur an der Edinburgh University, die er bis zu seiner Pensionierung 1956 innehatte. Während des Zweiten Weltkrieges trat er erneut in die Dienste des Innenministeriums, um nach Ende des Krieges wieder in seine Professur zurückzukehren. 1942 wurde er als Fellow in die Royal Society of Edinburgh aufgenommen. 1948 veröffentlichte Gray eine Studie zum Leben und zu den Lehren Adam Smiths.
Neben seinen ökonomischen Schriften war Gray ein Autor und Übersetzer auf dem Gebiet der Lyrik. Seine eigenen Gedichte veröffentlichte er auf Englisch, während er die folkloristischen Gedichte der Dänen und Deutschen ins Schottische übersetzte. Daneben übersetzte er zahlreiche deutsche Dichter wie August von Kotzebue, Wilhelm Müller, Ludwig Uhland, Johann Gottfried Herder und vor allem Heinrich Heine.

## Werke
- Scottish staple at Veere. 1909.
- Upright sheaf: Germany's intentions after the war. 1915.
- True pastime: some observations on the German attitude towards war. 1915.
- New Leviathan: some illustrations of current German political theories. 1915.
- Timorous civility a Scots miscellany.
- Songs and ballads, chiefly from Heine. 1920.
- Some aspects of national health insurance. 1923.
- Any man's life: A book of poems. 1924.
- Poems. 1925.
- Family endowment: a critical analysis. 1927.
- Songs from Heine (Schumann's "Dichterliebe"). 1928.
- Gossip: A new book of poems. 1928.
- Development of economic doctrine: An introductory survey. 1931.
- Arrows. A book of German ballads and folksongs attempted in Scots. 1932.
- Robert Burns, man and poet. Address to the Scottish Arts Club … 1944. 1944.
- Socialist tradition, Moses to Lenin. 1946.
- The Socialist Tradition: Moses to Lenin. 1946.
- Adam Smith. 1948.
- Economics : yesterday and to-morrow. 1949.
- Sir Halewyn. Examples in European balladry and folk song. 1949.
- Four-and-forty. A selection of Danish ballads presented in Scots. 1954.
- Historical ballads of Denmark. 1958.